# Oncideres lyside
Oncideres lyside är en skalbaggsart som beskrevs av Dillon 1949. Oncideres lyside ingår i släktet Oncideres och familjen långhorningar.
Artens utbredningsområde är Panama. Inga underarter finns listade i Catalogue of Life.